# Kralingerpolder
De Kralingerpolder is een polder en was een waterschap in de gemeenten Westland en Midden-Delfland, in de Nederlandse provincie Zuid-Holland. Het waterschap was verantwoordelijk voor de drooglegging en de waterhuishouding in de polders. 
De polder grenst in het westen aan de Oude Campspolder en de Hoefpolder met de Burgerweg en de Hoogweg. Ten noorden wordt de polder begrensd door de zuidelijke oever van de Lee. In het oosten vormt de Kralingerkade de grens met de Dorppolder. De grens in het zuiden wordt gevormd door de Oostgaag.
De polder is grotendeels bebouwd met kassen en deels heeft het nog een traditioneel polderlandschap.

## Naam
Het is niet bekend waar de naam Kralingerpolder vandaan komt. Midden vijftiende eeuw, toen de polder gevormd werd, moest de naam gekozen zijn.:25

## Geschiedenis

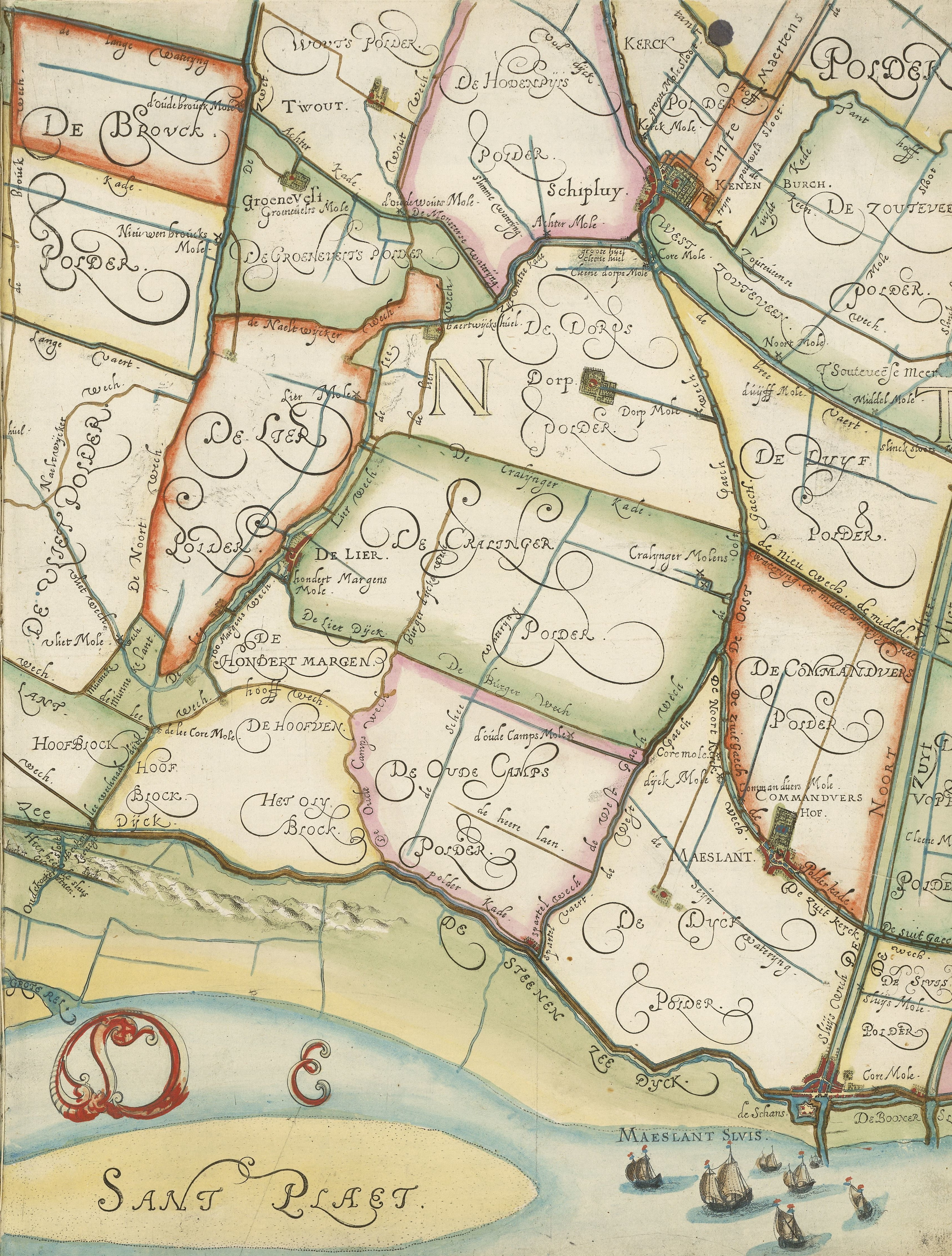
Kaart uit 1611 met in het groen omkaderd, de Kralingerpolder. Door van Floris Balthasar.

Voordat het gebied van de Kralingerpolder, Oude Campspolder en Dorppolder ontgonnen werd en geschikt gemaakt voor landbouw, was het een kweldergebied dat regelmatig overstroomde. Vanaf de tiende eeuw werd het gebied droger en werd het geleidelijk binnengetrokken voor bewoning. In de derde kwart van de twaalfde eeuw werd het gebied getroffen door overstromingen. Reeds ontgonnen gebieden verdwenen onder een dikke kleilaag. Als reactie werd een hoefijzervormige dijk aangelegd die langs de Maas liep, en daarna afboog langs de Lee. Deze bedijking langs de Lee liep via de Burgerdijkseweg. Na een nieuwe overstroming in de derde kwart van de twaalfde eeuw werd de Lee ter hoogte van de Lierhand afgedamd en werd de Leebedijking doorgetrokken via de Oostbuurtseweg.:17-18
Het land achter de bedijking werd opnieuw voortvarend ontgonnen. Het land werd systematisch verkaveld in stroken van 60 roeden breed die haaks op de Burgerdijkseweg lagen. Vanaf daar werden ze helemaal doorgetrokken tot aan de Gaag. Het initiatief van de ontginning kwam van de Hollandse graaf, maar de uitvoering werd door de adel ter hand genomen, in ruil voor grond.:19
Bewoning in de latere Kralingerpolder vond plaats in de woonkern Burgersdijk, langs de Burgerdijkseweg en langs de Gaag. Opmerkelijk is dat de bewoners langs de Burgerdijkseweg hun huizen, ondanks de dijk, op huisterpen bouwden. Dwars door het gebied liep het watertje de Schee of Scheewatering. Het grondgebruik vanaf de Burgerdijkseweg tot aan de Schee werd ter hand genomen door boeren van de Burgerdijkseweg en de boeren aan de Gaag gebruikten de grond van de Schee tot aan de Gaag. Nabij de Burgerdijkseweg in het deel van de Kralingerpolder stonden twee kastelen: Boekestein en Diepenburg. Deze zijn waarschijnlijk gesloopt bij de Hoekse en Kabeljauwse twisten.:19
De Schee die dwars door het gebied liep, speelde een rol in de afwatering voor de splitsing van de polders. In 1446 kreeg het polderbestuur toestemming voor de vorming van een polder en voor splitsing in drie afzonderlijke polders. Afsplitsing was nodig doordat de bodemdaling in het gebied zich in verschillende snelheden afspeelde. De Kralingerkade werd de oostelijke grens met de Dorppolder. De Burgerweg was een kade, waarvan de aanleg in 1455 werd goedgekeurd, en deze vormde de westelijke grens met de Oude Campspolder.:23

## Bemaling

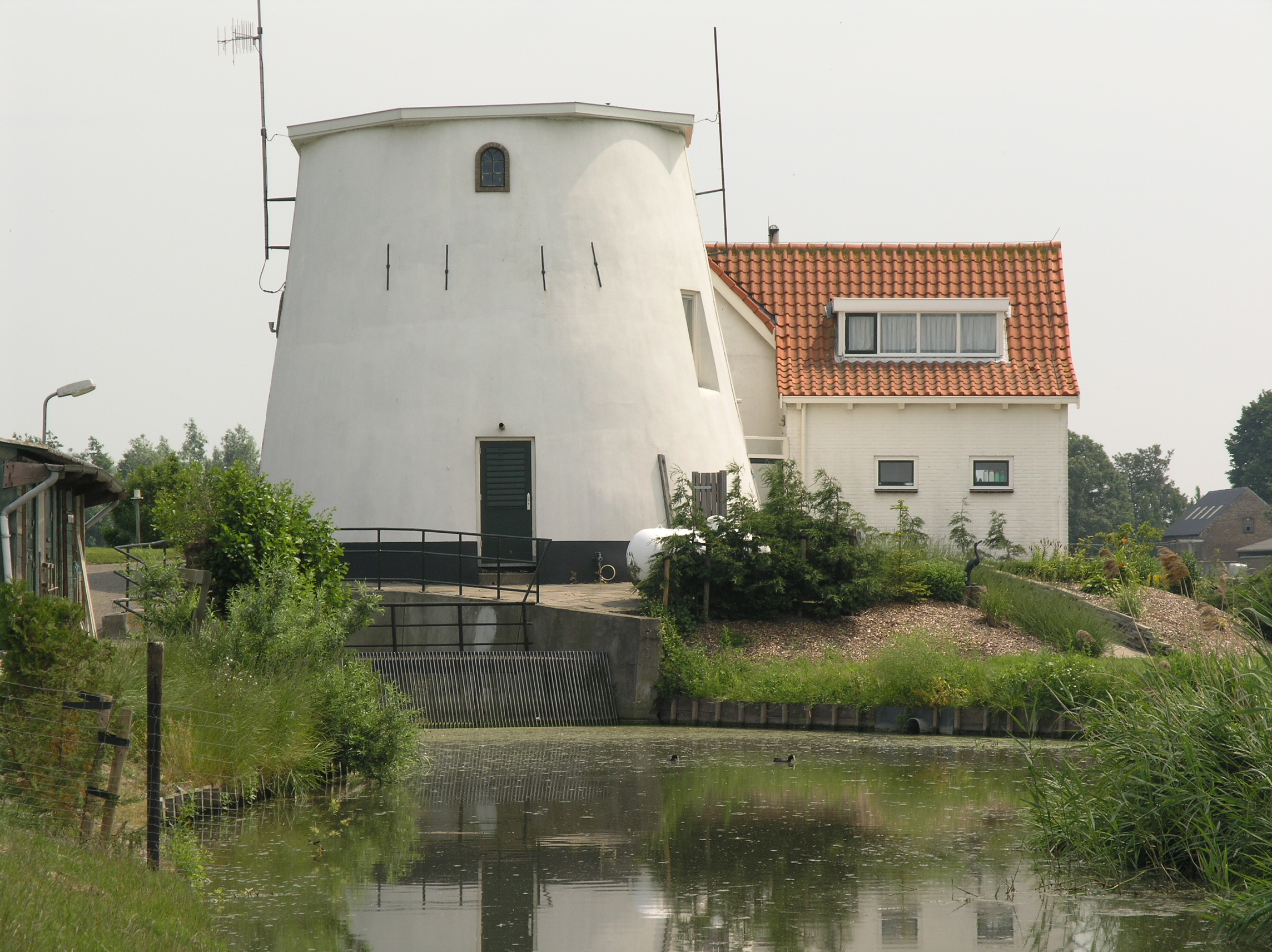
De romp van de Kralingermolen uit 1752.

Vanwege bodemdaling was het afwateren op een natuurlijke manier niet meer mogelijk. Het is niet bekend of de polder bij de creatie in 1446 al een poldermolen kreeg. De eerste keer dat de molenmeester van de Kralingermolen werd genoemd was in 1507, dus een molen moet voor die tijd al zijn geplaatst. Op kaarten uit 1606 en 1611 zijn twee molens afgebeeld in de polder. Deze stonden toen nog niet aan dezelfde molensloot. In 1659 kreeg het polderbestuur toestemming om een molen te verzetten en uit een kaart van 1712 blijkt dat de molen toen verplaatst was, zodat beide molens aan dezelfde molensloot stonden. De nieuwe molen stond bekend als de Nieuwe Kralinger Molen en de oude als de Oude Kralinger Molen of Grote Molen. Beide molens bemaalde een ander deel van de polder. De Grote Molen werd in 1752 vervangen. In 1913 werden de wieken verwijderd en werd de windaandrijving overgenomen door een dieselgenerator. Deze werd in 1958 vervangen door een nieuwe dieselmotor. In 2005 werd deze molenromp een rijksmonument. De Kleine Molen werd in 1938 afgebroken maar de fundamenten zijn bewaard gebleven.:25

## Galerij

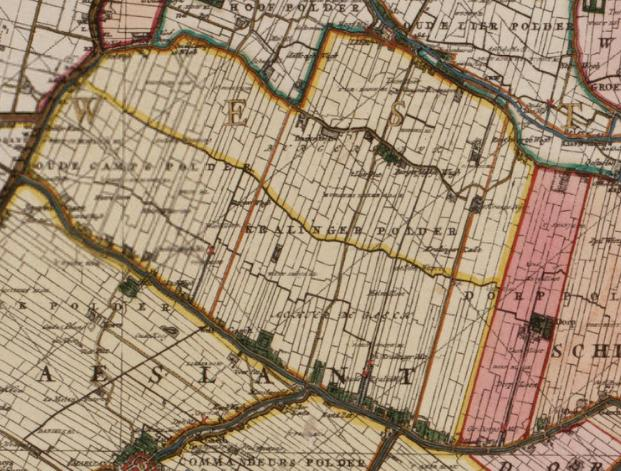
Kaart 1712 met de Kralingerpolder
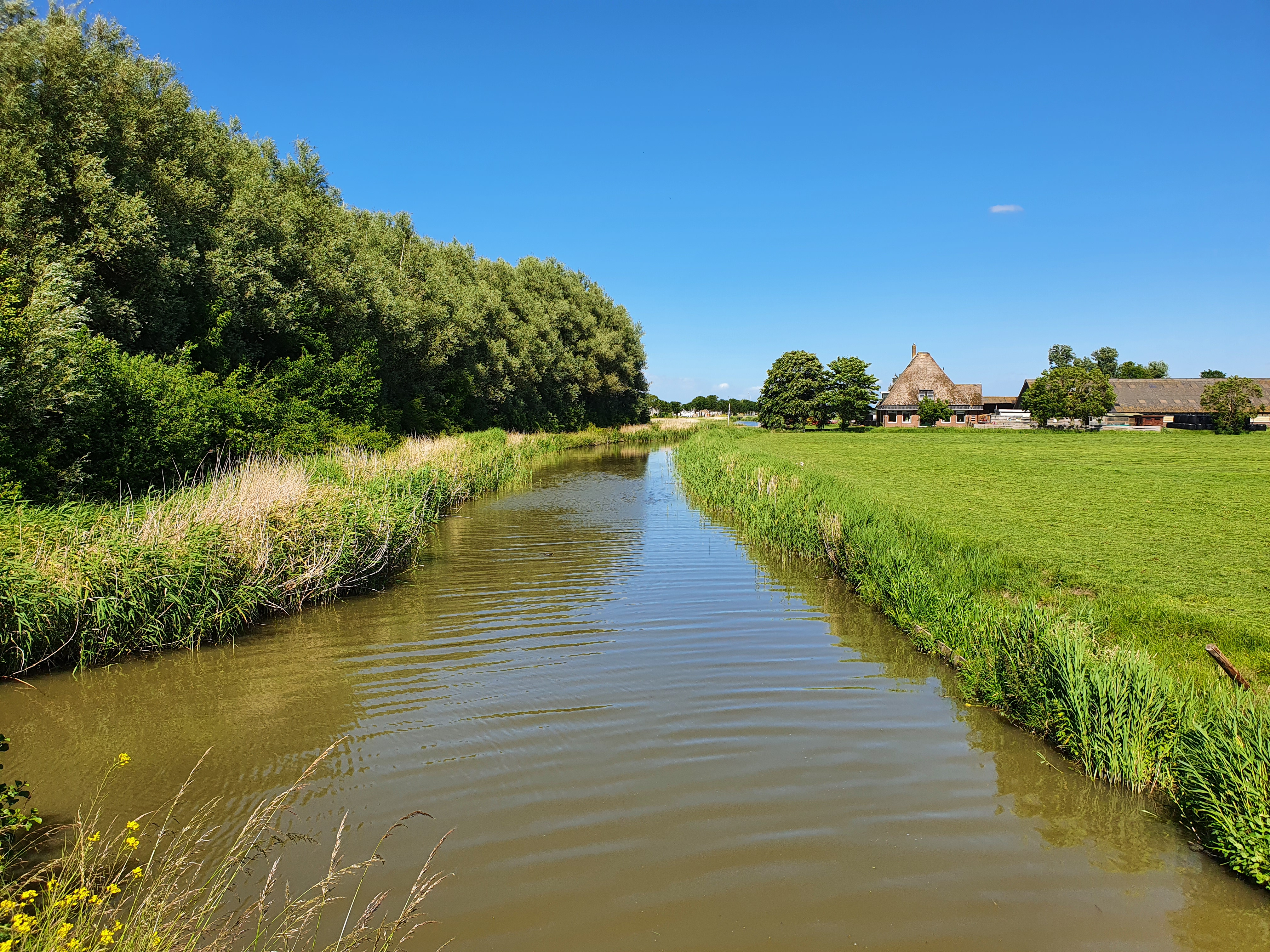
Scheewatering in de Kralingerpolder
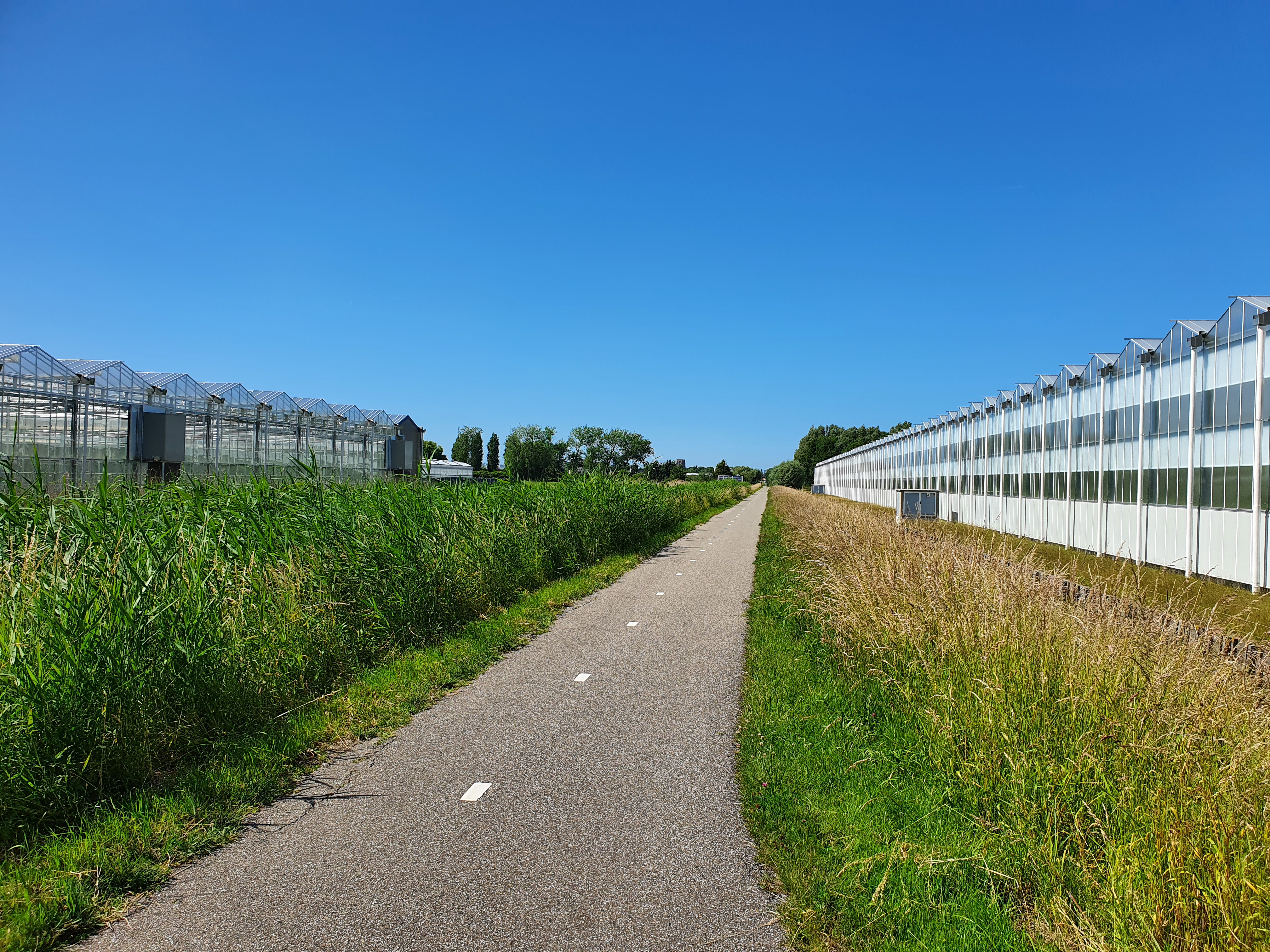
Kralingerpad en glastuinbouw
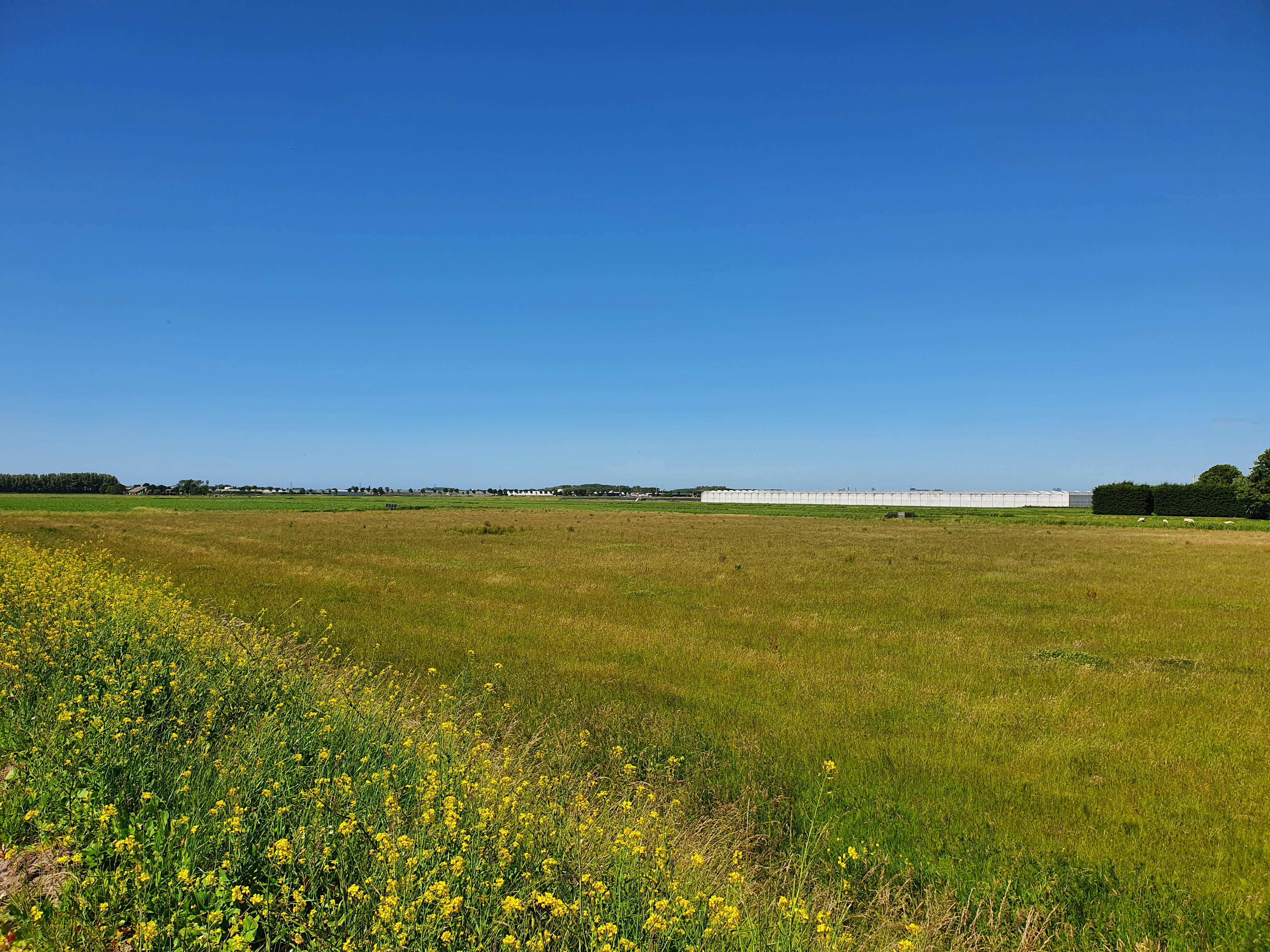
Kralingerpolder
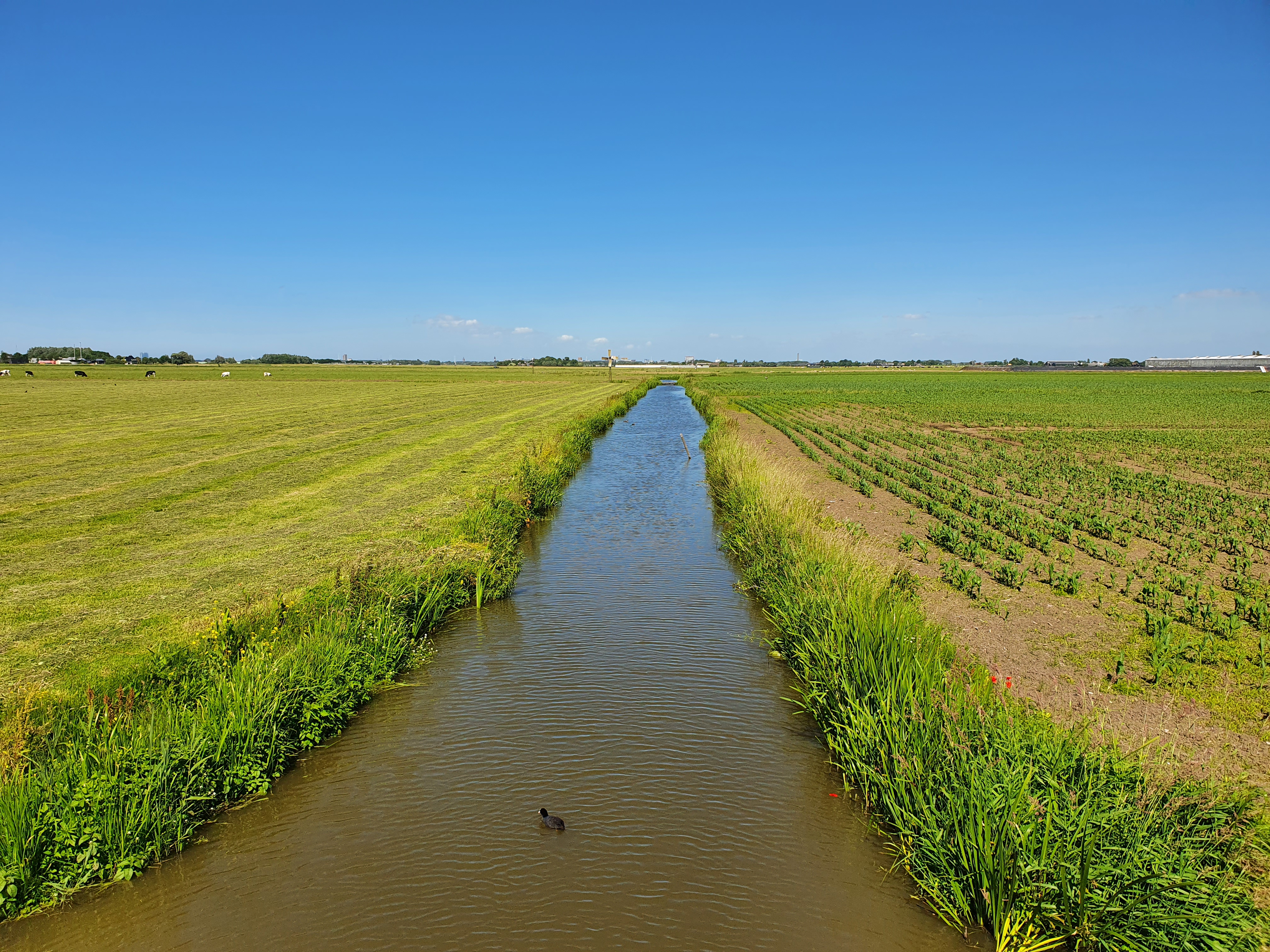
Sloot in Kralingerpolder
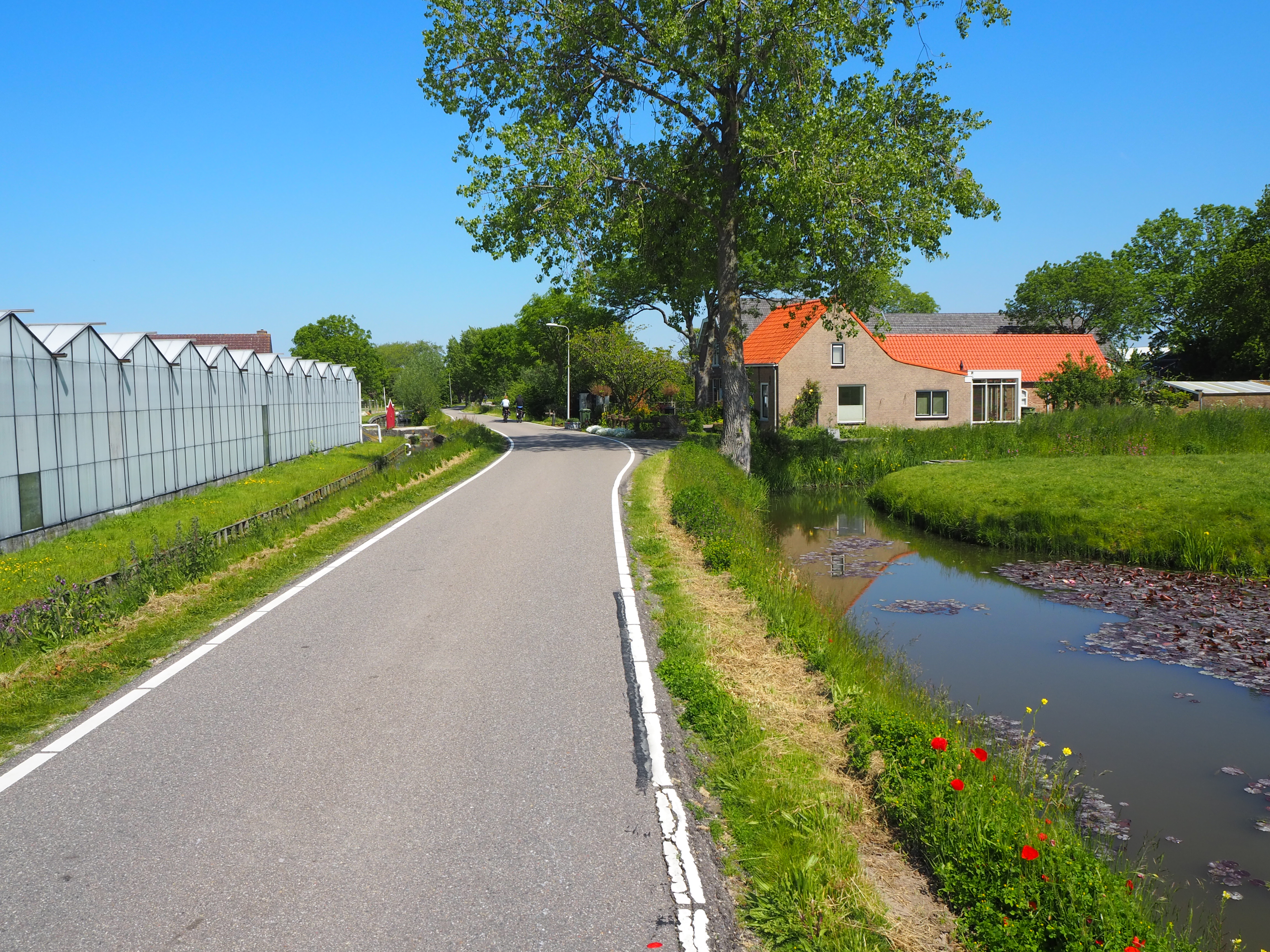
De Burgerdijkseweg vormde de zuidelijke bedijking van de Lee, voordat dit water was afgedamd.